# Cristiano Ronaldo
 Der er flere personer med dette navn, se Ronaldo (flertydig).
Cristiano Ronaldo dos Santos Aveiro (født 5. februar 1985) er en portugisisk fodboldspiller, der spiller for Saudi Professional League-klubben Al-Nassr og det portugisiske fodboldlandshold. Han er indehaver af rekorden som mest scorende fodboldspiller nogensinde, og han er den mest scorende i UEFA Champions League gennem tiderne med 140 mål (2003-2022).
Ronaldo begyndte sin karriere som ungdomsspiller i Nacional, og hans succes hos Nacional førte til et skift til hovedstadsklubben Sporting CP to sæsoner senere. Ronaldos store talent vakte opmærksomhed hos Manchester United-manageren Alex Ferguson, og han skrev kontrakt med den 18-årige portugiser for 12,24 millioner £ i sommeren 2003. Den efterfølgende sæson vandt Ronaldo sin første turnering, FA Cup, og nåede til EM 2004-finalen med Portugal, hvor han blandt andet scorede sit første landskampsmål mod Grækenland i åbningskampen, som Portugal dog alligevel tabte 1-2.
I 2008 vandt Ronaldo og resten af United-holdet UEFA Champions League, og Ronaldo blev kåret til finalens man of the match. Efterfølgende blev han kåret som FIFPro World Player of the Year og FIFA World Player of the Year, samtidig med at han blev Manchester Uniteds første vinder af Ballon d'Or i 40 år.
Den tredobbelte Ballon d'Or-vinder Johan Cruijff sagde i et interview den 2. april 2008, "Ronaldo er bedre end George Best og Denis Law, som var to fantastiske og gode spillere i Uniteds historie."

## Opvækst
Cristiano Ronaldo dos Santos Aveiro blev født den 5. februar 1985 i Funchal, Madeira, og var det yngste barn af Maria Dolores dos Santos Aveiro og José Dinis Aveiro. Hans andet fornavn, "Ronaldo", blev valgt efter den daværende præsident i USA Ronald Reagan, som var hans fars favoritskuespiller. Han har en storebror, Hugo, og to storesøstre, Elma og Liliana Cátia.

## Klubkarriere

### Den tidlige karriere
Ronaldos favorithold som barn var Benfica. I en alder af otte år spillede han på amatørholdet Andorinha, hvor hans far var den, der stod for spilledragterne. I 1995 skrev Ronaldo under med den lokale klub Nacional. Overgangssummen lød på et sæt spillertøj. Efter en periode, der indbragte flere titler, tog han på et tredages træningsophold med Sporting CP, hvor han senere underskrev en kontrakt for et ukendt beløb.

### Sporting CP
Ronaldo tilsluttede sig Sportings andre ungdomsspillere, som trænede på Alcochete, klubbens fodboldakademi. Her blev han den første spiller nogensinde til at spille for Sportings U-16, U-17, U-18, B-hold og førstehold, det hele inden for blot én sæson. Han scorede to mål i sin debut for Sporting mod Moreirense, samtidig med at han også blev udtaget til Portugals trup i U-17-EM i fodbold.
Da han var 15, blev Ronaldo diagnosticeret med en hjertefejl, en tilstand der kunne have tvunget ham til at opgive at spille fodbold. Alle, der havde noget at gøre med Sporting, blev gjort bekendt med den betingelse, og Ronaldos mor gav tilladelsen til, at han kunne komme på hospitalet for at få foretaget en operation, som skulle udføres med laser til at ætse det område i hans hjerte, der var skyld i problemet. Operationen fandt sted om morgenen, og Ronaldo blev udskrevet fra hospitalet sent på eftermiddagen og genoptog fodboldtræningen et par dage senere.
Han blev først opdaget af den dagværende Liverpool-manager Gérard Houllier i en alder af 16, men Liverpool undlod at skrive kontrakt med ham, fordi de anså ham for at være for ung med behov for noget mere tid til at udvikle sine færdigheder. Men i sommeren 2003 tiltrak han sig opmærksomhed hos Manchester United-manageren Alex Ferguson, da Sporting besejrede United 3–1 ved indvielsen af Estádio José Alvalade i Lissabon. Ronaldos indsats imponerede Manchester United-spillerne, som opfordrede Ferguson til at hente ham til klubben.

### Manchester United

#### 2003–2005
Ronaldo blev Manchester Uniteds første portugisiske spiller nogensinde, da han underskrev kontrakten for 12,24 millioner pund efter 2002–03-sæsonen. Han anmodede om at få trøjenummer 28 (som var hans nummer i Sporting), da han ikke ønskede at blive tynget af store forventninger, der var knyttet til tallet 7, som Ferguson valgte til ham. Trøjenummer 7 var tidligere blevet båret af spillere som George Best, Bryan Robson, Éric Cantona og David Beckham.  "Efter jeg var kommet til klubben, spurgte træneren mig, hvilket nummer jeg gerne ville have. Jeg sagde nummer 28. Men Ferguson sagde:" Nej, du vil have nummer 7", og den berømte trøje var en ekstra kilde til min motivation. Jeg var tvunget til at leve op til en sådan ære. "
Ronaldo fik sin debut for Manchester United, da han blev skiftet ind i sæsonpræmieren mod Bolton med en halv time igen. Kampen endte med en 4-0-hjemmesejr over Bolton Wanderers. Han scorede sit første mål for Manchester United på et frispark i en 3-0-sejr over Portsmouth den 1. november 2003. Han scorede Uniteds mål nummer 1000 i Premier League den 29. oktober 2005 i et 1-4 nederlag til Middlesbrough. Han scorede i alt ti mål fordelt over alle turneringer i sin første sæson, og Uniteds fans gav ham hans første personlige titel hos Manchester United som værende FIFPro Special Young Player of the Year i 2005.

#### 2006–2007
I november og december 2006 modtog Ronaldo Barclays Player of the Month-prisen, og han blev dermed den tredje spiller i Premier Leagues historie til at modtage to af de priser på en sæson efter Dennis Bergkamp i 1997 og Robbie Fowler i 1996. Han scorede sit mål nummer halvtreds for Manchester United, da de mødte rivalerne Manchester City og United vandt deres første Premier League-titel i fire år, og han blev endnu en gang kåret som FIFPro Special Young Player of the Year i slutningen af året.
På trods af rygter i marts 2007, om at Real Madrid var villig til at betale et beløb på 54 millioner £(600 millioner kr.) for Ronaldo,, skrev han under på en femårig kontraktforlængelse med United den 13. april 2007, med en tilsvarende løn på 1,2 millioner om ugen (332,3 millioner i hele perioden), som gør ham til den højest betalte spiller i klubbens historie.
Ronaldo var involveret i adskillige film-hændelser i 2006-07-perioden. Han blev kritiseret af manageren Gareth Southgate for at filme i en kamp mod Middlesbrough i december 2006. Den 4. februar 2007 blev Ronaldo igen beskyldt for at filme i en kamp mod Tottenham Hotspur, da han fik tilkendt et straffespark på trods af en ret lille berøring af Tottenham-fløjen Steed Malbranque. På trods af disse kontroverser opnåede Ronaldo alligevel nogle personlige priser denne sæson. Han vandt PFA Players' Player of the Year og PFA Young Player of the Year-priserne og fulgte derved Andy Gray (1977) som de eneste spillere til at modtage disse to priser på en sæson. I april 2007 opnåede han for tredje år i træk at vinde PFA Fans' Player of the Year. Ronaldo var også en af de syv Manchester United-spillere, der var med i PFA Premier League Team of the Year 2006–07.

#### 2007–2008
Ronaldos 2007–08-sæson begyndte med et rødt kort for en påstået skalle på Portsmouth F.C.-spilleren Richard Hughes i Uniteds anden kamp i sæsonen, hvilket blev straffet med tre spilledages karantæne. Ronaldo sagde han havde "lært en masse" af den erfaring og ville ikke lade andre spillere "provokere" ham i fremtiden. Efter kun at have scoret det eneste mål i en Champions League-gruppekamp mod Sporting Lissabon, scorede Ronaldo også vindermålet i overtiden i det andet opgør, der gjorde at Manchester United toppede deres CL-gruppe.
Han sluttede 2007 med at komme på andenpladsen i Ballon d'Or efter Kaká og foran Messi på tredjepladsen, og endte på tredjepladsen i kampen om FIFA World Player of the Year-prisen, bagved Kaká og Messi.
Ronaldo scorede sit første hattrick for Manchester United i en 6–0-sejr mod Newcastle United på Old Trafford den 12. januar 2008, hvilket bragte Manchester United op på førstepladsen i Premier League. Han scorede sit 23. ligamål i sæsonen i en 2-0-sejr mod Reading svarende til alle hans mål i 2006–07-sæsonen. Under en kamp mod Lyonpå Stade de Gerland den 20. februar 2008 sigtede en uidentificeret Lyon-tilhænger med en grøn laser på Ronaldo og United-kammeraten Nani, hvilket afstedkom en undersøgelse fra UEFA. En måned senere fik Lyon en bøde på 5,000 CHF (26000 kr.) for hændelsen.
Den 19. marts 2008 var Ronaldo anfører for United for første gang i sin karriere i en hjemmesejr over Bolton, hvor han scorede begge mål i 2–0-sejren. Det andet af målene var hans 33. i den sæson, og han satte dermed en ny scoringsrekord på en enkelt sæson for en United-midtbanespiller, og han overgik dermed George Bests fyrre år gamle rekord på 32 mål i 1967-68-sæsonen. Ronaldo scorede endnu et mål i 4–0-sejren over Aston Villa den 29. marts, som gjorde, at han nu havde scoret 35 mål i 37 liga- og europakampe (heri medregnet kampe, han blev indskiftet i). Ronaldos mange scoringer blev belønnet med, at han som den første fløj kunne vinde 2007-08-European Golden Shoe-prisen, da han sluttede med at have otte point mere end Real Mallorcas Dani Güiza.
I Champions League finalen den 21. maj mod ligarivalerne Chelsea scorede Ronaldo åbningsmålet efter 26 minutter, der dog blev udlignet af Chelsea i det 45. minut. Da kampen endte 1-1 efter ekstra spilletid, formåede Ronaldo at brænde i straffesparkkonkurrencen, hvilket gav Chelsea en gylden mulighed for at vinde, men John Terry snublede da han sparkede og bolden ramte stolpen. Da United scorede på sine efterfølgende spark vandt Manchester United til slut 6-5 efter straffekonkurrencen da Nicolas Anelka brændte sit forsøg på Edwin Van der Sar. Ronaldo blev kåret som UEFA Fans' Man of the Match, og han sluttede sæsonen med en karriererekord i antal mål, da han havde scoret 42 mål i alt i alle turneringer. Det var kun fire mål fra Denis Laws klubrekord på 46 mål i 1963–64-sæsonen.

#### 2008–2009
Den 5. juni 2008 meddelte Sky Sports, at Ronaldo havde udtrykt interesse for et skift til Real Madrid, hvis de tilbød ham den samme mængde penge, som holdet angiveligt havde lovet ham tidligere på året. Manchester United afgav en manipulationsklage til FIFA den 9. juni, da de påstod, at Real Madrid forfulgte Ronaldo, men FIFA afviste at træffe foranstaltninger. Teorier om at et skift ville finde sted fortsatte indtil den 6. august, hvor Ronaldo bekræftede, at han ville blive i Manchester i mindst et år mere.
Ronaldo fik foretaget en ankeloperation på Academic Medical Center i Amsterdam den 7. juli. Han vendte tilbage til kamp den 17. september i Uniteds målløse UEFA Champions League-gruppekamp mod Villarreal, da han blev skiftet ind i stedet for Park Ji-Sung, og han scorede sit første mål på sæsonen i en 3-1-sejr mod Middlesbrough i en League Cup-kamp den 24. september.
I en 5–0-sejr over Stoke City den 15. november 2008 scorede Ronaldo sit mål nummer 100 og 101 i alle turneringer for Manchester United, med to frisparksmål, Målene betød også, at Ronaldo nu havde scoret mod samtlige af de øvrige 19 hold i Premier League. Den 2. december blev Ronaldo Manchester Uniteds første vinder af Ballon d'Or siden George Best i 1968. Han opnåede 446 point og var derved langt foran Lionel Messi, der fik 165. Han fik også the Silver Ball, efter at United havde vundet Club World Cup med to mål den 19. december.
Den 8. januar 2009 kom Ronaldo uskadt ud af en bilulykke, hvor han fik totalsmadret sin Ferrari 599 GTB Fiorano i en tunnel langs A538 nær Manchester Airport, da han kørte ind i en mur. Han gav en alkoholmeter-test til politiet og resultatet var negativt, og han deltog i træningen senere den formiddag. Fire dage senere blev han den første Premier League-spiller nogensinde, der blev udnævnt som FIFA World Player of the Year, samtidig med at han også var den første portugisiske spiller til at vinde prisen siden Luís Figo i 2001.
Ronaldo scorede sit første Champions League-mål i sæsonen, og det første siden finalen mod Chelsea, i en 2-0-sejr over Inter Milan, som sendte United videre til kvartfinalen. Den 5. april 2009 scorede Ronaldo det første og andet af Uniteds mål i 3-2-sejren over Aston Villa, en kamp der blev vundet i det 93. minut på grund af debutanten Federico Macheda. I andet opgør af Champions League-kvartfinalen mod Porto, scorede Ronaldo på et 36 meter langt skud, og gjorde derfor at United vandt kampen, og sendte dem til semifinalen i turneringen. Dette mål blev rost af Alex Ferguson, og Ronaldo slog fast efter kampen at dette var det bedste mål, han havde scoret nogensinde.

### Real Madrid (2009-18)
Skiftet til Real Madrid blev endeligt bekræftet 26. juni 2009 med virkning allerede fra 1. juli og på en seksårig kontrakt. Kontraktens værdi er ikke offentliggjort, men analytikere vurderer den til at være på 13 millioner euro pr. sæson. 80.000 Real Madrid-fans bød ham velkommen ved præsentationen, hvor han fik overrakt sin nye trøje af legenden Alfredo di Stéfano.
Han fik debut i en træningskamp 21. juli mod Shamrock Rovers F.C. og scorede sit første mål en uge senere. Han scorede i sine fire første kampe for Real Madrid i La Liga, hvilket ingen før ham havde gjort.

### Tilbagevenden til Manchester United
Den 27. august 2021 skiftede han fra Juventus, tilbage til Manchester United og blev tildelt sit ikoniske gamle trøjenummer 7.
Den 11. september 2021 i sit comeback for Manchester United, startede Ronaldo inde og scorede 2 mål mod Newcastle United.

## Landsholdskarriere
Ronaldo spillede sin første landskamp for Portugal i en 1-0-sejr mod Kasakhstan i august 2003. Han blev udtaget til EM 2004, da han reducerede til 1-2 på et hovedstødsmål i åbningskampen mod Grækenland. De to hold mødtes igen i finalen, denne gang med Portugal som taber med 1-0, på Estadio da Luz. Inden da havde Ronaldo scoret i 2-1-semifinalesejren over Holland. Han blev efterfølgende valgt ind på turneringens hold på trods af, at han sluttede med kun at have scoret to mål. Det samme år repræsenterede han også Portugal i Sommer-OL 2004.

### VM 2006
Ronaldo var den næstmest scorende i VM-kvalifikationsrunden til VM 2006 i den europæiske zone med sine syv mål, og han scorede sit første og hidtil eneste VM-slutrundemål mod Iran på et straffespark.
Under en kvartfinalekamp mod England den 1. juli 2006 blev Ronaldos United-holdkammerat Wayne Rooney udvist efter en tackling af forsvarsspilleren Ricardo Carvalho. De engelske medier spekulerede i, om Ronaldo havde indflydelse på dommer Horacio Elizondos beslutning med aggressive beklagelser, hvorefter Ronaldo var blevet set blinke til den portugisiske bænk efter Rooneys udvisning. Efter kampen insisterede Ronaldo på, at Rooney var hans ven, og at han ikke havde gjort noget for at få Rooney sendt ud. Den 4. juli præciserede Elizondo, at det røde kort skyldtes Rooneys overtrædelse og ikke skænderiet mellem Rooney og Ronaldo, der fulgte.
Den efterfølgende vrede reaktion fra den engelske presse gjorde, at Ronaldo var ved at overveje at forlade United, og han fortalte angiveligt til den spanske sportsavis Marca, at han ønskede at skifte til Real Madrid. Som svar på de spekulationerne sendte Ferguson den portugisiske assistentmanager Carlos Queiroz ud for at tale med Ronaldo, i et forsøg på at få ham på andre tanker, hvilket blev bakket op af Rooney. Ronaldo forblev så i klubben, og han skrev under på en ny femårige kontraktforlængelse i april 2007.
Kampen mod England blev vundet af Portugal, der dermed kom i semifinalen, som man tabte mod Frankrig i en kamp, hvor der blev buhet ad Ronaldo. Skønt kandidat til prisen fik han efterfølgende ikke turneringens Best Young Player-pris som følge af reaktionerne fra de engelske fans. Selvom onlineafstemningen kun påvirkede nomineringsprocessen, uddelte FIFA's Technical Study Group prisen til Tysklands Lukas Podolski, og de henviste til Ronaldos adfærd i beslutningen.

### Efter VM
Dagen efter sin 22-års fødselsdag var Ronaldo anfører for Portugal for første gang, da holdet mødte Brasilien i en venskabskamp den 6. februar 2007 på Emirates i London. Dette skift af anførerbindet var til ære for Portuguese Football Federation-præsidenten Carlos Silva, der var død to dage tidligere. Portugals træner Luiz Felipe Scolari forklarede: "Mr. Silva spurgte mig, om jeg ikke kunne gøre Ronaldo til anfører som en gestus... han er for ung til at blive anfører, men Mr. Silva spurgte mig, og nu er han ikke længere blandt os."
Ronaldo scorede otte mål i Portugals EM 2008 kvalifikationsperiode, men sluttede med kun et mål i slutrunden, da Portugal blev elimineret i kvartfinalerne. Efterfølgende deltog han også ved VM i 2010 i Sydafrika.

### Landskampmål
| #  | Dato              | Sted                                          | Modstander    | Scoring | Resultat | Konkurrence                         |
| -- | ----------------- | --------------------------------------------- | ------------- | ------- | -------- | ----------------------------------- |
| 1  | 12. juni 2004     | Estádio do Dragão, Porto, Portugal            | Grækenland    | 1-2     | 1-2      | EM i fodbold 2004                   |
| 2  | 30. juni 2004     | Estádio José Alvalade, Lissabon, Portugal     | Holland       | 2-0     | 2-1      | EM i fodbold 2004                   |
| 3  | 4. september 2004 | Skonto stadions, Riga, Letland                | Letland       | 0-1     | 0-2      | Kvalifikation til VM i fodbold 2006 |
| 4  | 8. september 2004 | Estádio Dr. Magalhães Pessoa, Leiria, Portuga | Estland       | 1-0     | 4-0      | Kvalifikation til VM i fodbold 2006 |
| 5  | 13. oktober 2004  | Estádio José Alvalade, Lissabon, Portugal     | Rusland       | 2-0     | 7-1      | Kvalifikation til VM i fodbold 2006 |
| 6  | 13. oktober 2004  | Estádio José Alvalade, Lissabon, Portugal     | Rusland       | 4-0     | 7-1      | Kvalifikation til VM i fodbold 2006 |
| 7  | 17. november 2004 | Stade Josy Barthel, Luxembourg By, Luxembourg | Luxembourg    | 0-2     | 0-5      | Kvalifikation til VM i fodbold 2006 |
| 8  | 4. juni 2005      | Estádio da Luz, Lissabon, Portugal            | Slovakiet     | 2-0     | 2-0      | Kvalifikation til VM i fodbold 2006 |
| 9  | 8. juni 2005      | A. Le Coq Arena, Tallinn, Estland             | Estland       | 0-1     | 0-1      | Kvalifikation til VM i fodbold 2006 |
| 10 | 1. marts 2006     | LTU Arena, Düsseldorf, Tyskland               | Saudi-Arabien | 0-1     | 0-3      | Venskabskamp                        |
| 11 | 1. marts 2006     | LTU Arena, Düsseldorf, Tyskland               | Saudi-Arabien | 0-3     | 0-3      | Venskabskamp                        |
| 12 | 17. juni 2006     | Commerzbank-Arena, Frankfurt, Tyskland        | Iran          | 2-0     | 2-0      | VM i fodbold 2006                   |
| 13 | 7. oktober 2006   | Estádio do Bessa, Porto, Portugal             | Aserbajdsjan  | 1-0     | 3-0      | Kvalifikation til EM i fodbold 2008 |
| 14 | 7. oktober 2006   | Estádio do Bessa, Porto, Portugal             | Aserbajdsjan  | 3-0     | 3-0      | Kvalifikation til EM i fodbold 2008 |
| 15 | 15. november 2006 | Estádio Cidade de Coimbra, Coimbra, Portugal  | Kasakhstan    | 2-0     | 3-0      | Kvalifikation til EM i fodbold 2008 |
| 16 | 24. marts 2007    | Estádio José Alvalade, Lissabon, Portugal     | Belgien       | 2-0     | 4-0      | Kvalifikation til EM i fodbold 2008 |
| 17 | 24. marts 2007    | Estádio José Alvalade, Lissabon, Portugal     | Belgien       | 4-0     | 4-0      | Kvalifikation til EM i fodbold 2008 |
| 18 | 22. august 2007   | Hanrapetakan Stadium, Jerevan, Armenien       | Armenien      | 1-1     | 1-1      | Kvalifikation til EM i fodbold 2008 |
| 19 | 8. september 2007 | Estádio da Luz, Lissabon, Portugal            | Polen         | 2-1     | 2-2      | Kvalifikation til EM i fodbold 2008 |
| 20 | 17. oktober 2007  | Almaty Central Stadium, Almaty, Kasakhstan    | Kasakhstan    | 0-2     | 1-2      | Kvalifikation til EM i fodbold 2008 |
| 21 | 11. juni 2008     | Stade de Genève, Geneve, Schweiz              | Tjekkiet      | 1-2     | 1-3      | EM i fodbold 2008                   |
| 22 | 11. februar 2009  | Estádio Algarve, Faro, Portugal               | Finland       | 1-0     | 1-0      | Venskabskamp                        |
| 23 | 21. juni 2010     | Cape Town Stadium, Cape Town, Sydafrika       | Nordkorea     | 6-0     | 7-0      | VM i fodbold 2010                   |
| 24 | 8. oktober 2010   | Estádio do Dragão, Porto, Portugal            | Danmark       | 3-1     | 3-1      | Kvalifikation til EM i fodbold 2012 |
| 25 | 12. oktober 2010  | Laugardalsvöllur, Reykjavík, Island           | Island        | 0-1     | 1-3      | Kvalifikation til EM i fodbold 2012 |
| 26 | 9. februar 2011   | Stade de Genève, Geneve, Schweiz              | Argentina     | 1-1     | 2-1      | Kvalifikation til EM i fodbold 2012 |

## Karrierestatistikker
| Klub              | Sæson        | League | League | League  | Cup   | Cup | League Cup | League Cup | Europe | Europe | Other1 | Other1 | Total | Total |
| Klub              | Sæson        | Kampe  | Mål    | Assists | Kampe | Mål | Kampe      | Mål        | Kampe  | Mål    | Kampe  | Mål    | Kampe | Mål   |
| ----------------- | ------------ | ------ | ------ | ------- | ----- | --- | ---------- | ---------- | ------ | ------ | ------ | ------ | ----- | ----- |
| Sporting CP       | 2002–03      | 25     | 3      | -       | 3     | 2   | –          | –          | 3      | 0      | 0      | 0      | 31    | 5     |
| Sporting CP       | Total        | 25     | 3      | -       | 3     | 2   | –          | –          | 3      | 0      | 0      | 0      | 31    | 5     |
| Manchester United | 2003–04      | 29     | 4      | 4       | 5     | 2   | 1          | 0          | 5      | 0      | 0      | 0      | 40    | 6     |
| Manchester United | 2004–05      | 33     | 5      | 4       | 7     | 4   | 2          | 0          | 8      | 0      | 0      | 0      | 50    | 9     |
| Manchester United | 2005–06      | 33     | 9      | 6       | 2     | 0   | 4          | 2          | 8      | 1      | –      | –      | 47    | 12    |
| Manchester United | 2006–07      | 34     | 17     | 14      | 7     | 3   | 1          | 0          | 11     | 3      | –      | –      | 53    | 23    |
| Manchester United | 2007–08      | 34     | 31     | 7       | 3     | 3   | 0          | 0          | 11     | 8      | 1      | 0      | 49    | 42    |
| Manchester United | 2008–09      | 33     | 18     | 6       | 2     | 1   | 4          | 2          | 12     | 4      | 2      | 1      | 53    | 26    |
| Manchester United | Total        | 196    | 84     | 41      | 26    | 13  | 12         | 4          | 55     | 16     | 3      | 1      | 292   | 118   |
| Real Madrid       | 2009–10      | 29     | 26     | 7       | 0     | 0   | –          | –          | 6      | 7      | –      | –      | 35    | 33    |
| Real Madrid       | 2010–11      | 34     | 402    | 10      | 8     | 7   | –          | –          | 12     | 6      | –      | –      | 54    | 53    |
| Real Madrid       | 2011–12      | 10     | 10     | 5       | 0     | 0   | –          | –          | 4      | 3      | 2      | 1      | 16    | 14    |
| Real Madrid       | Total        | 73     | 76     | 22      | 8     | 7   | –          | –          | 22     | 16     | 2      | 1      | 105   | 100   |
| Career total      | Career total | 294    | 163    | 63      | 37    | 22  | 12         | 4          | 80     | 32     | 5      | 2      | 428   | 223   |

Statistikkerne er sidst opdateret 2. november 2011

## Hæder

### Klub

#### Manchester United
- Premier League: 2006–07, 2007–08, 2008-09
- FA Cup: 2003–04
- League Cup: 2005–06, 2008–09
- FA Community Shield: 2007
- UEFA Champions League: 2007–08
- FIFA Club World Cup: 2008

#### Real Madrid
- La Liga: 2011–12, 2016–17
- Copa del Rey: 2010–11, 2013–14
- Supercopa de España: 2012, 2017
- UEFA Champions League: 2013–14, 2015–16, 2016–17, 2017–18
- UEFA Super Cup: 2014, 2017
- FIFA Club World Cup: 2014, 2016, 2017

Juventus
- Serie A: 2018–19, 2019–20
- Coppa Italia: 2020–21
- Supercoppa Italiana: 2018, 2020

Portugal
- UEFA European Championship: 2016
- UEFA Nations League: 2018–19

### Individuelt
- UEFA EM 2004 Turneringens Hold
- FIFPro Special Young Player of the Year: 2004–05, 2005–06
- Årets Fodboldspiller i Portugal: 2006–07
- UEFA Team of the Year: 2003–2004, 2006–07, 2007-08
- FIFPro World XI: 2006–07, 2007–08
- PFA Young Player of the Year: 2006–07
- PFA Players' Player of the Year: 2006–07, 2007–08
- PFA Fans' Player of the Year: 2006–07, 2007–08
- PFA Premier League Team of the Year: 2005–06, 2006–07, 2007–08
- FWA Footballer of the Year: 2006–07, 2007–08
- Barclays Player of the Season: 2006–07, 2007–08
- Barclays Player of the Month: november 2006, december 2006, januar 2008, marts 2008
- Barclays Golden Boot: 2007–08
- Barclays Merit Award: 2007–08
- European Golden Shoe: 2007–08
- UEFA Club Forward of the Year: 2007–08
- UEFA Club Footballer of the Year: 2007–08
- FIFPro World Player of the Year: 2007–08
- Ballon d'Or: 2008
- FIFA World Player of the Year: 2008
- FIFA Team of the Year: 2008
- FIFA Ballon d'Or: 2013 og 2014
- The Best FIFA Football Awards 2016: 2016

Ordener
- Officer of the Order of Infante Dom Henrique
- Medal of Merit, Order of the Immaculate Conception of Vila Viçosa (House of Braganza)[76]

## Skattesag
Ronaldo blev i december 2016 af en række europæiske medier afsløret i at skjule omkring 1 mia. kr. i skattely.

## Privatliv
Ronaldos far, José Dinis Aveiro, døde af alkoholisme i en alder af 52, da Ronaldo var 20. Ronaldo indtager i dag ikke alkohol og ryger ikke. Ronaldo har et tæt forhold til sin mor. I løbet af marts 2009 donerede han £100.000 til det hospital, der havde reddet hans mors liv, efter hun blev diagnosticeret med brystkræft i 2007.
Ronaldo har skrevet en biografi om sit liv indtil 2007. Titlen er Moments (Øjeblikke), og den blev udgivet den 15. december 2007.
Sammen med en af sine søstre har Ronaldo åbnet en tøjbutik under navnet "CR7". Der er siden åbnet yderligere en CR7-butik. Begge butikker ligger i Portugal henholdsvis i Lissabon og på Madeira.
I oktober 2009 meddelte designer Giorgio Armani, at Ronaldo ville overtage pladsen som model for Emporio Armanis undertøj og jeans for mænd efter David Beckham. Der vil begynde en verdensomspændende reklamekampagne startende i foråret 2010 i den anledning.